# Campeonato Africano de Atletismo de 2024 - Revezamento 4x400 m misto
A prova dos 4 x 400 metros estafetas misto do Campeonato Africano de Atletismo de 2024 foi disputada no dia 22 de junho, no Estádio de Japoma, em Duala, nos Camarões.

## Recordes
Antes desta competição, os recordes mundiais e do campeonato nesta prova eram os seguintes:
|                       | Nome                                                                               | Nacionalidade  | Tempo     | Local        | Data                 |
| --------------------- | ---------------------------------------------------------------------------------- | -------------- | --------- | ------------ | -------------------- |
| Recorde mundial       | Justin Robinson Rosey Effiong Matthew Boling Alexis Holmes                         | Estados Unidos | 3m 08s 00 | Budapeste    | 19 de agosto de 2023 |
| Recorde do campeonato | Busang Collen Kebinatshipi Motlatsi Rante Maitseo Keitumetse Christine Botlogetswe | Botswana       | 3m 21s 85 | Saint Pierre | 9 de junho de 2022   |
| Recorde africano      | Samuel Ogazi Ella Onojuvwevwo Chidi Okezie Esther Joseph                           | Nigéria        | 3m 12s 87 | Nassau       | 5 de maio de 2024    |

Os seguintes recordes foram estabelecidos durante esta competição:
| Data        | Evento | Atleta                                                          | Nacionalidade | Tempo      | Notas                 |
| ----------- | ------ | --------------------------------------------------------------- | ------------- | ---------- | --------------------- |
| 22 de junho | Final  | Gardeo Isaacs, Shirley Nekhubui Mthi Mthimkulu, Miranda Coetzee | África do Sul | 3 m 13s 12 | Recorde do campeonato |

## Medalhistas
| Ouro                                                                             | Prata                                                                               | Bronze                                                                     |
| África do Sul · Gardeo Isaacs, Shirley Nekhubui, Mthi Mthimkulu, Miranda Coetzee | Nigéria · Emmanuel Ifeanyi Ojeli, Ella Onojuvwewo, Dubem Nwachukwu, Patience George | Botswana · Leungo Scotch, Obakeng Kamberuka, Bayapo Ndori, Galefele Moroko |

## Cronograma
Todos os horários são locais (UTC+1).
| Data        | Hora  | Evento |
| ----------- | ----- | ------ |
| 22 de junho | 19:00 | Final  |

## Resultado final
A final ocorreu dia 22 de junho às 19:00 
| Posição           | Raia | Nacionalidade | Atletas                                                                       | Tempo   | Notas            |
| ----------------- | ---- | ------------- | ----------------------------------------------------------------------------- | ------- | ---------------- |
| Medalha de ouro   | 1    | África do Sul | Gardeo Isaacs, Shirley Nekhubui, Mthi Mthimkulu, Miranda Coetzee              | 3:13.12 | Recorde nacional |
| Medalha de prata  | 4    | Nigéria       | Emmanuel Ifeanyi Ojeli, Ella Onojuvwewo, Dubem Nwachukwu, Patience George     | 3:13.72 |                  |
| Medalha de bronze | 7    | Botswana      | Leungo Scotch, Obakeng Kamberuka, Bayapo Ndori, Galefele Moroko               | 3:15.93 |                  |
| 4                 | 6    | Quênia        | Ekwom Zablon, David Sanayek, Veronica Mutua, Mercy Chebet                     | 3:16.59 |                  |
| 5                 | 2    | Senegal       | Khoury Diagne, Abdou Aziz Ndiaye, Fatou Gaye, Frédéric Mendy                  | 3:24.41 |                  |
| 6                 | 8    | Namíbia       | Alexander Bock, Napuumue Hengari, Ezra Nakale, Tuuliki Angala                 | 3:28.90 | Recorde nacional |
| 7                 | 5    | Camarões      | Ibrahima Hamayadji, Linda Angounou, Evariste Nana, Marcelline Nkengue Ambombo | 3:30.95 |                  |
| 8                 | 3    | Etiópia       | Hana Tadesse, Melkamu Assefa, Yonas Rezene, Banchiayehu Tesema                | 3:32.49 |                  |

Legenda
| Recorde mundial       | Recorde mundial (World record)               |                       | Recorde africano                      | Recorde africano (African) |                                           | Q | Classificado por posição (Qualified) |
| Recorde do campeonato | Recorde do campeonato (Championship record)  | Recorde da América    | Recorde da América (Americas)         | q                          | Classificado por melhor tempo (Qualified) |   |                                      |
| Melhor marca do ano   | Melhor marca do ano (World leading)          | Recorde asiático      | Recorde asiático (Asian)              | DNS                        | Não largou (Did not start)                |   |                                      |
| Recorde nacional      | Recorde nacional (National record)           | Recorde europeu       | Recorde europeu (European)            | DNF                        | Não terminou (Did not finish)             |   |                                      |
| Recorde pessoal       | Recorde pessoal do atleta (Personal best)    | Recorde da Oceania    | Recorde da Oceania (Oceania)          | DSQ / DQ                   | Desclassificado (Disqualified)            |   |                                      |
| Recorde da temporada  | Recorde da temporada do atleta (Season best) | Recorde sul-americano | Recorde sul-americano (South America) | NM                         | Sem marca (No mark)                       |   |                                      |